# Maria Körber
Maria Körber, född Maria Christiane Harlan den 23 juni 1930 i Berlin, död 14 maj 2018 i Berlin, var en tysk skådespelare.
Hon var gift med skådespelaren Joachim Kerzel. Hennes föräldrar var regissören Veit Harlan och skådespelaren Hilde Körber.